# 源内焼

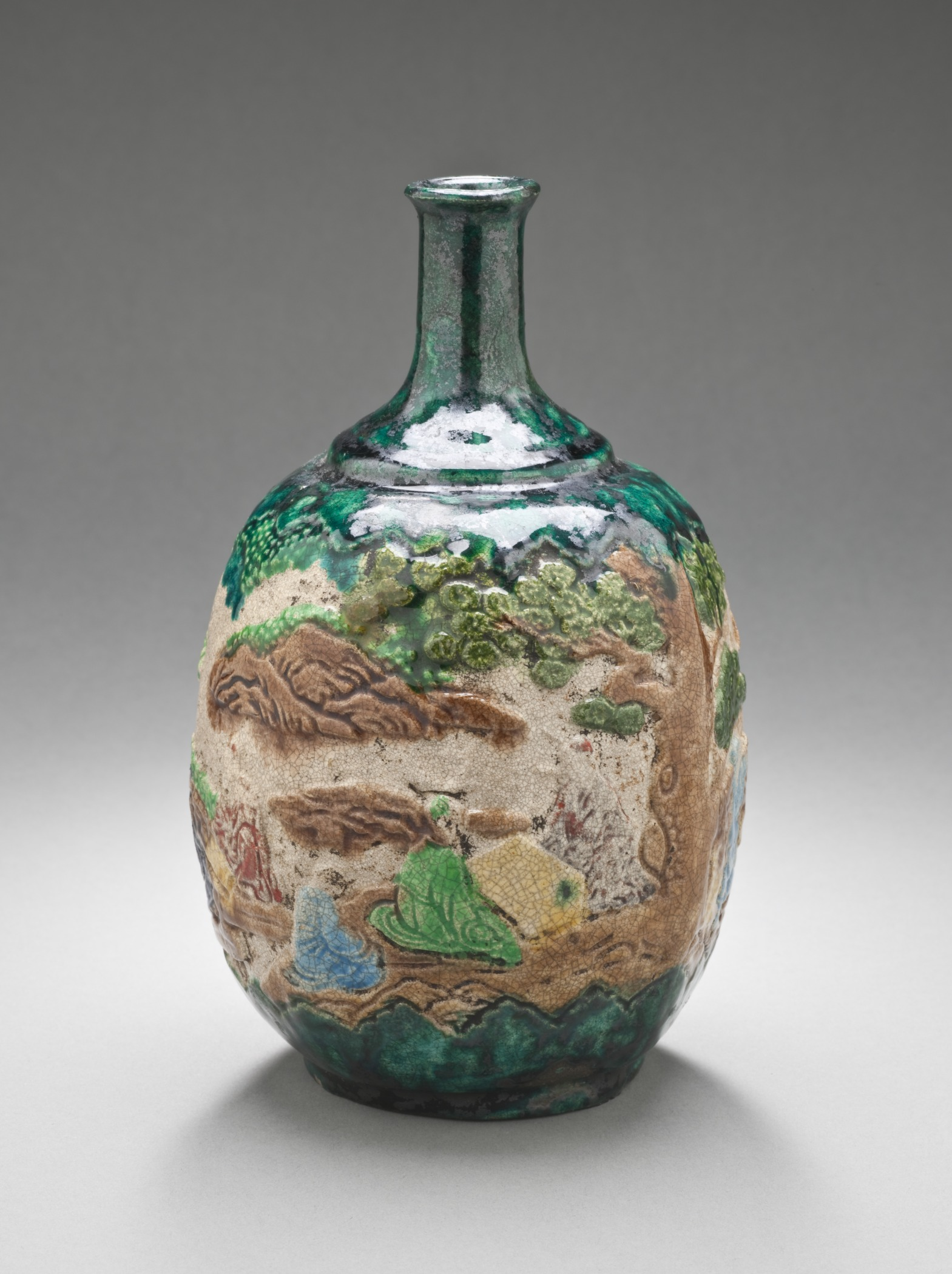
色絵仙人麒麟山水文徳利 ロサンゼルス郡美術館蔵

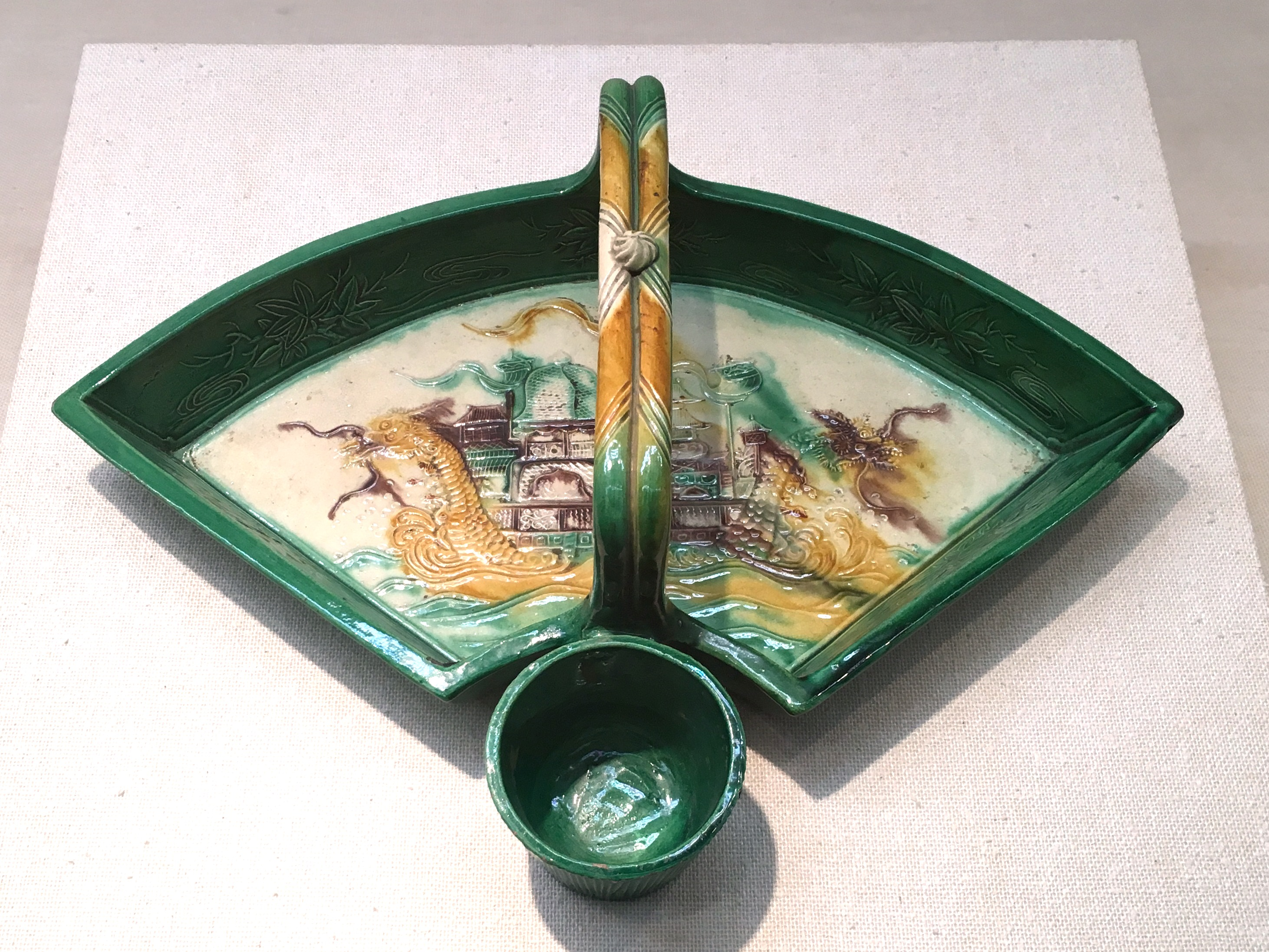
三彩竜宮文手付扇面鉢 愛知県陶磁美術館蔵

源内焼（げんないやき）は、江戸時代中期に平賀源内の指導によって讃岐国の志度（現在の香川県さぬき市志度）、及びその周辺で製作された三彩の陶磁器の一群。実用性よりも鑑賞本位に制作された。

## 概要
源内焼は、1755年（宝暦5年）に平賀源内の指導によって始まったとされる。技術的には桃山時代以降、中国の華南三彩と同系列の軟質の施釉陶器で、緑、褐、黄などの鮮やかな釉色を特徴であり、精緻な文様はすべて型を使って表され、世界地図、日本地図、欧米文字などの斬新な意匠が見られる。中国や日本の絵画の画題や西洋風の意匠も見られる。
『源内焼』展図録では、源内焼の条件・特徴として以下の9点を挙げている（一部追記）。
1. 平賀源内の指導を受けて始まった焼物。
2. 緑や褐色などの単彩や、三彩などを象徴的に施した軟式施釉陶器。
3. 人物の表情や細かな風景描写などを、色釉で細かに描かず、数種の釉色で塗り分けている。
4. 原則として器の基本形を型を用いて成形しており、同型の作品が多く見られる。
5. 型の模様は、非常にシャープな浮き彫りである。
6. 幅広い内容の模様と器形。
7. 口縁部を強調し、六稜、八稜、輪花などの変化があると共に、これに伴う文様帯も幅広く取る。
8. 縁の文様は、唐草や変形唐草、篭目などこれまで日本の焼物には見られない独自の意匠が整然と施されている。
9. 見込みの主題に、七賢人、樹下仙人、鍾馗、詩文、寒山寺風景、西湖山水など中国古典を典拠とするものが多く認められる反面、平住専庵著・橘守国画『唐土訓蒙図彙』の「山水輿地全図」を元にした万国地図や行基図風の日本地図、源内が所持していた西洋の動物図譜を元にした作品など、東洋とも西洋とも分けられない独自の意匠も見られる。

源内の指導がどのようなものかは詳細は不明である。金森得水著『本朝陶器攷證』巻一に、宝暦5年（1755年）長崎に遊学した源内は交趾焼の技術を学んだ、とあるのが早い記録である。その後源内の書簡などから、故郷の讃岐国志度の産業振興のため、新しい三彩釉の軟質陶器の製作を指導した、と推測される。
源内焼については、生産窯址やその規模、陶工と平賀源内との関わり方など、まだ明らかになっていない部分が多い。大名家や幕府高官などに収蔵されたため、近年に再評価されるまでほとんど世に知られなかった。現在も美術館などより、個人が所蔵している作品が多い。

## その後
近代に入ると、釉の塗り分けと発色、筆による描写、立体的な意匠、型成形の変質など、特徴に変化が認められる。明治時代の博覧会で源内の子孫により一時再興されるが、美術的にも工芸的にもオリジナルには遠く及ばずすぐに衰退した。ただし、府立大阪博物館旧蔵資料に源内焼が含まれており、近代になっても源内焼の意匠が受け継がれていたことが分かる。香川県の焼物には源内焼の作風を受け継いだものが多い。